# Оттон IV (Веймар-Орламюнде)

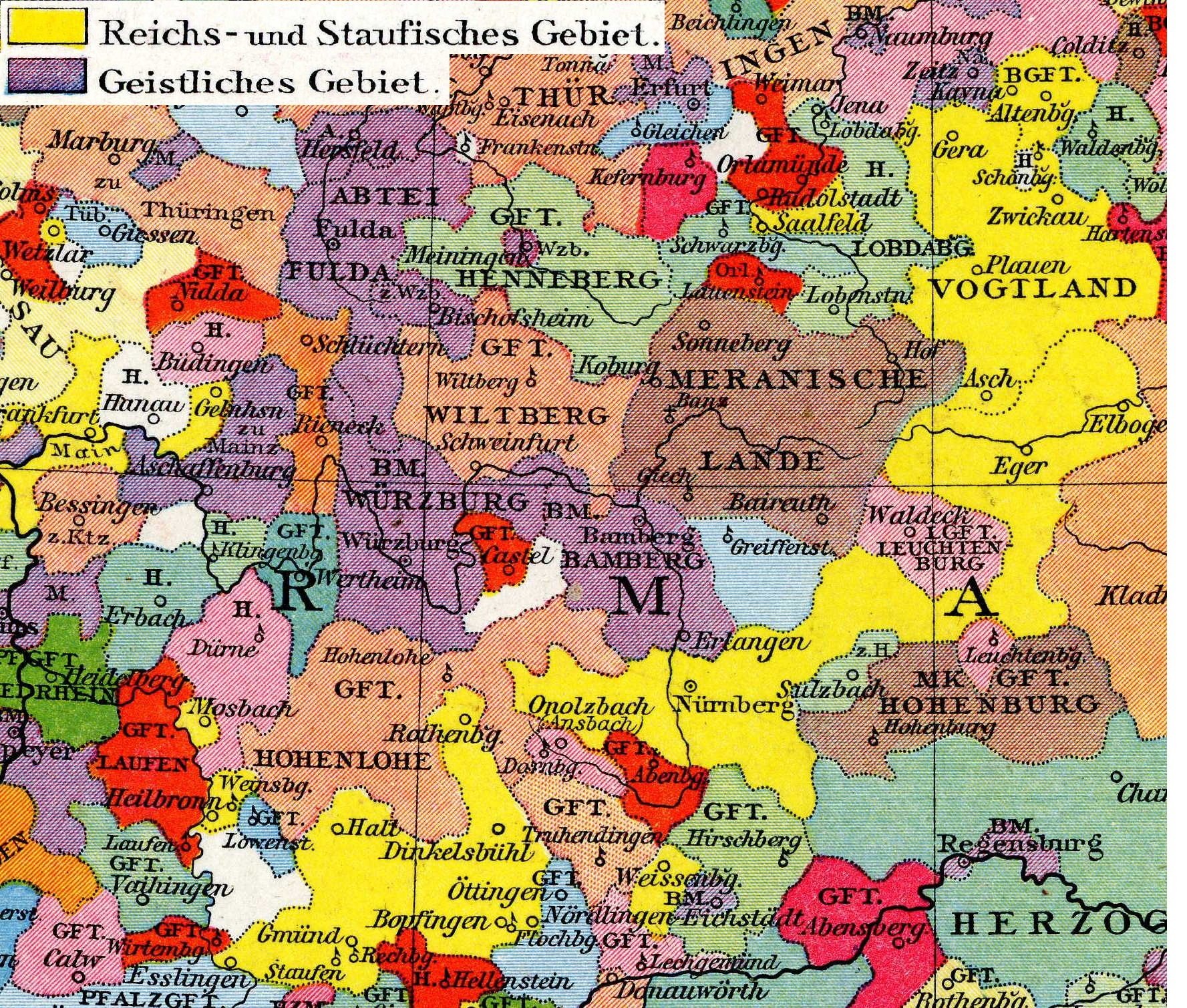
Графство Веймар-Орламюнде (сверху красным)

Оттон IV Богатый (Otto IV. der Reiche) (не позднее 1279 — 16 мая/20 августа 1318) — граф Орламюнде с 1285.
Младший (третий) сын Оттона III. При разделе отцовских владений получил Арнштадт, Плассенбург и Кульмбах.
Иногда нумеруется как Оттон V — если брать в расчет его старшего брата Оттона (ум. 1315), избравшего духовную карьеру.
В 1295 году женился на Адельгейде (ум. между 10 августа 1304 и 27 марта 1305), дочери и наследнице графа Гюнтера VII фон Кефернбург. В 1302 году после смерти тестя получил часть его владений — Арнштадт и Ваксенбург.
Овдовев, женился на Катарине Гессенской, дочери Генриха I, ландграфа фон Гессен.
Дети (от первой жены):
- Оттон VI (ум. 28 июля 1340), граф Орламюнде.
- сын
- Елизавета (ум. 1362), муж — граф Генрих фон Шварцбург.